# Jon Runyan
Jon Daniel Runyan (Flint, 27 novembre 1973) è un politico e giocatore di football americano statunitense, membro della Camera dei Rappresentanti per lo stato del New Jersey dal 2011 al 2015.

## Biografia
Figlio di un impiegato della General Motors, Runyan nacque nel Michigan. Dopo gli studi cominciò a giocare a football americano a livello professionistico: scelto nel quarto giro Draft NFL 1996 dagli Houston Oilers (in seguito divenuti Tennessee Titans), vi rimase fino al 1999, disputando anche il Super Bowl XXXIV, perso contro i St. Louis Rams. Dal 2000 al 2008 giocò per i Philadelphia Eagles, raggiungendo nuovamente il Super Bowl nel 2004, dove la sua squadra fu superata dai New England Patriots. Alla scadenza del contratto passò ai San Diego Chargers, dove rimase per un anno prima di ritirarsi definitivamente.
In seguito al ritiro dalla carriera sportiva, Runyan entrò in politica con il Partito Repubblicano e nel 2010 si candidò alla Camera dei Rappresentanti per lo stato del New Jersey. Runyan riuscì ad aggiudicarsi le primarie e nelle elezioni generali sfidò il deputato democratico in carica John Adler, riuscendo a sconfiggerlo di misura.
Adler poi morì improvvisamente nell'aprile 2011 e quando l'anno seguente si tennero le elezioni per la Camera, la vedova di Adler, Shelley, si candidò per il seggio che era stato di suo marito. La campagna elettorale fu molto combattuta ma alla fine Runyan sconfisse Shelley Adler con il 54% delle preferenze.
Nel 2014 Runyan annunciò di non voler chiedere un terzo mandato agli elettori dopo aver avuto delle divergenze con il suo partito sul tema dello shutdown.

## Palmarès

### Franchigia
- American Football Conference Championship: 1

Tennessee Titans: 1999
- National Football Conference Championship: 1

Philadelphia Eagles: 2004

### Individuale
- Convocazioni al Pro Bowl: 1

2002
- All-Pro: 1

1999
- Formazione ideale del 75º anniversario dei Philadelphia Eagles

## Famiglia
È il padre del giocatore NFL Jon Runyan Jr.